# Gleb Wladimirowitsch Baklanow
Gleb Wladimirowitsch Baklanow (russisch: Глеб Владимирович Бакланов) (* 1. Augustjul. / 14. August 1910greg. in Moskau; † 16. Januar 1976 ebenda) war ein sowjetischer Offizier, zuletzt im Range eines Generalobersten. Zudem wurde ihm am 29. Mai 1945 der Ehrentitel eines „Helden der Sowjetunion“ verliehen.

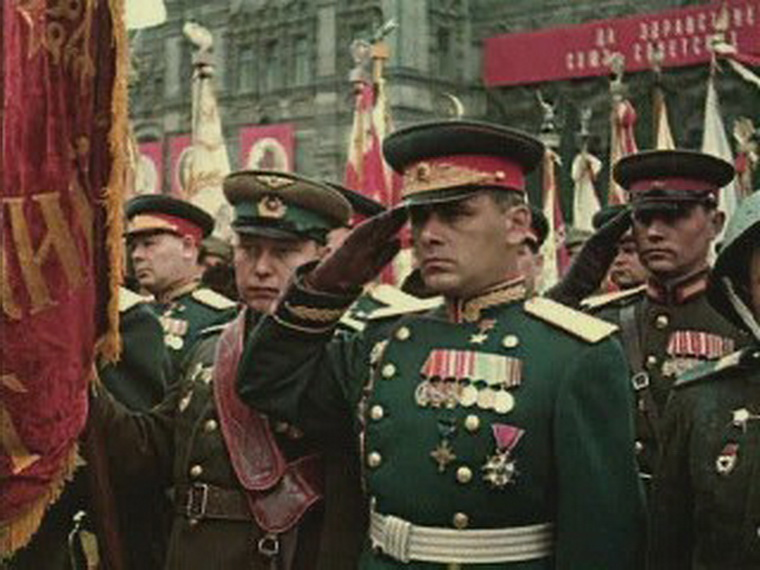
Gleb Wladimirowitsch Baklanow (Vordergrund) bei der Moskauer Siegesparade von 1945

Während der 6. und 7. Legislaturperiode war er Abgeordneter des Obersten Sowjets der UdSSR (1962 bis 1970). Außerdem war er Mitglied des Olympischen Komitees der UdSSR und Vorsitzender der Gymnastischen Sektion (später Gymnastischer Verband) der UdSSR.
Seine Schwester Olga Wladimirowna Baklanowa, bekannt als Olga Baclanova, war erfolgreiche Schauspielerin in den USA, sein Sohn Andrei Glebowitsch Baklanow ist Diplomat, hoher Beamter und Wirklicher Staatsrat 1. Klasse der Russischen Föderation (höchster russischer ziviler Dienstrang, vergleichbar dem Armeegeneral).

## Leben
Baklanow wurde in die Familie eines wohlhabenden Weberei-Besitzers in Moskau geboren. Seine Mutter war vor der Zeit der Geburt ihrer Kinder eine bekannte (Theater-)Schauspielerin gewesen. Er absolvierte in Moskau das Gymnasium und besuchte erfolgreich eine Polytechnische Hochschule. Nebenbei widmete er sich dem Sport und nahm an Wettbewerben im Turnen teil.
Im November 1932 wurde er durch die Rote Armee eingezogen und kam zur 1. Moskauer Schützendivision (dem heutigen 7. Selbstständigen Garde-MotSchützen-Regiment). Nach der entsprechenden Ausbildung diente er ab Dezember 1933 im 3. Schützenregiment der Division zunächst als Zugführer, später auch als Stellvertretender Kompaniechef, Chef des Stabes im Bataillon, Chef der Selbstständigen ABC-Abwehr des Regiments und zuletzt als Stellvertretender Chef des Stabes des Regiments. Im Juli 1938 wurde er ehrenhaft in die Reserve entlassen.
Als Chef des Stabes des 541. Schützenregiments/136. Schützendivision wurde Baklanow im Mai 1939 erneut einberufen und nahm an Kämpfen im Sowjetisch-Finnischen Krieg teil. In Folge einer Verwundung erhielt er dort auch den Orden des Roten Banners.
Schließlich schickte man ihn auf die Frunse-Akademie und ernannte ihn nach Abschluss derselben zum Chef des Stabes des 6. MotSchützen-Regiments der 1. Moskauer Schützendivision.

### Deutsch-Sowjetischer Krieg
Auf dieser Position verblieb er auch während der ersten Monate des Deutsch-Sowjetischen Krieges, ehe man ihn im August 1941 zum Bataillonskommandeur des 175. Schützenregiments/1. Moskauer Schützendivision ernannte. Aufgrund einer erneuten, schweren Verwundung wurde er zunächst aus dem aktiven Dienst entlassen, bereits im November 1941 aber auf einen Posten an der Infanterieschule in Omsk berufen und im Januar 1942 zum Kommandeur der 157. Schützenbrigade ernannt.
Die 299. Schützendivision, deren Kommandeur er seit Juni 1942 war, nahm an der Schlacht um Stalingrad teil. Baklanow wurde im Anschluss an die Schlacht mit dem Alexander-Newski-Orden und dem Distinguished Service Cross der USA ausgezeichnet.
Im Mai 1943 wechselte er wiederum als Kommandeur zur 13. Garde-Schützendivision, welche unter seinem Kommando u. a. an der berühmten Schlacht von Kursk teilnahm.
Seinen letzten Kommandowechsel erlebte er im Oktober 1944, als er das Kommando über das 34. Garde-Schützenkorps erhielt, welches 1945 im Verband der 5. Gardearmee an der Berliner - und Prager Operation teilnahm. Für die Einnahme Dresdens am 8. Mai 1945 erhielt das Korps den Ehrennamen „Dresden“.
Gemäß Erlass des Obersten Sowjets vom 29. Mai 1945 wurde Baklanow schließlich für „die hervorragende Leistung, seinen Mut und sein Heldentum“ mit dem Ehrentitel „Held der Sowjetunion“ ausgezeichnet.
Bei der Moskauer Siegesparade von 1945 kommandierte er das kombinierte Regiment der 1. Ukrainischen Front.
Nach Kriegsende befehligte er weiterhin das 34. Garde-Schützenkorps, dann übernahm er das Kommando über das 20. Garde-Schützenkorps.
Nach Abschluss der Generalstabsausbildung im Juni 1948 an der Höheren Militärakademie der RABA „K.J. Woroschilow“ wurde er zum Abteilungsleiter der Abteilung Sport im Kommando der Bodentruppen ernannt. Als solcher reiste er auch nach London, um die Teilnahme der UdSSR an den Olympischen Spielen einzuleiten.
Im April 1954 wurde er wiederum zum Kommandeur der 13. Armee, im Februar 1959 zum Ersten Stellvertretenden Kommandeur der Nördlichen Heeresgruppe (die Streitkräfte der UdSSR in Polen), im Mai 1960 zum Kommandeur des Militärbezirks Sibirien und im November 1964 zum Kommandeur der Nördlichen Heeresgruppe ernannt.
Im Juni 1967 wurde Baklanow im Range eines Generalobersten in den Ruhestand entlassen. Sein Engagement im Bereich Sport setzte er fort und war von 1972 bis 1975 Vorsitzender des Turnverbandes der UdSSR.
Baklanow liegt auf dem Nowodewitschi-Friedhof begraben.

## Auszeichnungen
- Held der Sowjetunion – No. 6564; 29.05.1945
- Leninorden – 29.05.1945
- Drei Rotbannerorden – 15.01.1940, 19.04.1942, 3.11.1953
- Kutusoworden – II. Klasse: 10.01.1944; I. Klasse: 06.04.1945
- Suworoworden II. Klasse – 23.09.1944
- Alexander-Newski-Orden – 14.02.1943
- Orden des Roten Sterns – 24.06.1948
- Distinguished Service Cross – 23.06.1943
- Commander der Legion of Merit – 5.05.1945
- Orden des Weißen Löwen
- Tschechoslowakisches Kriegskreuz 1939 – 5.11.1945
- Kommandeurskreuz des Orden Polonia Restituta
- Orden Virtuti Militari IV. Klasse – 19.12.1968

weitere Medaillen der UdSSR, Polens und der Tschechoslowakei

## Veröffentlichungen
- Der Drehpunkt. – Moskau: Molodaja gwardija, 1971. 319 S.
- Der Wind der Kriegsjahre. Moskau: Wojenisdat, 1977. 288 S.
- Der Wind der Kriegsjahre. Mit Ergänzungen. Aus dem Russischen übersetzt von O. M. Bazylivskyi – Kiew: Politvydav Ukrainy, 1985. 304 S. (Ukrainisch)[3]

## Dienstgrade
- Major (1941)
- Oberst (8. November 1942)
- Generalmajor (1. März 1943)
- Generalleutnant (5. Juli 1946)
- Generaloberst (7. Mai 1960)